# Musik in der Grundschule
Musik in der Grundschule, Zusatztitel Zeitschrift für den Musikunterricht in den Klassen 1–4, ist ein deutsches Magazin für den musikbezogenen Unterricht in den Klassenstufen eins bis vier, zum Teil auch in den Klassen fünf und sechs.

## Geschichte
Die Fachzeitschrift wurde von Frigga Schnelle und Friedrich Neumann gegründet. Sie erscheint seit 1996 vierteljährlich im Verlag Schott Music in Mainz. und wird bis heute von den beiden Gründern herausgegeben. Zu den regelmäßigen Autoren zählen unter anderem Meinhard Ansohn, Wolfgang Hering sowie Heinrich Herlyn.

## Inhalt
Musik in der Grundschule will Anregungen und praktisches Material für einen kindgerechten Unterricht bieten. Dazu gehören aktuelle Hits, Musicals, Klassik für Kinder und Tänze, außerdem Szenisches Spiel  sowie Gruppen- und Bewegungsspiele. In den Heften enthalten sind Kopiervorlagen mit Noten, Arrangements, Spiel- und Bastelvorschlägen. Zu jeder Ausgabe gibt es eine CD mit Hörbeispielen und Playbacks. Die Hefte sind thematisch orientiert und auf die jahreszeitlichen Feste bezogen. Darüber hinaus erscheinen Sonderausgaben Musik in der Grundschule spezial mit besonderen Schwerpunktthemen wie „Boomwhackers“, „Schattenspiele mit Pfiff“ oder „Glockenspiel“.